# 张梦雪
张梦雪（1991年2月6日—），山东济南人，中国国家射击队成员。

## 生平
她曾是济南市体校和山东省射击队的一員，2014年底被选拔入中国国家射击队。2015年射击世界杯总决赛，郭文珺没有杀进决赛，首次代表国家队出战的张梦雪顺利拿到银牌，帮中国队拿到了一个奥运会入场券。2016年，她以199.4环的成绩获得2016年夏季奧林匹克運動會女子10米气手枪金牌，是2016年夏季奧林匹克運動會中國代表團的首枚金牌。
2018年2月24日，当选为第十三届全国人大代表。